# Gli inquilini
Gli inquilini (The Tenants) è un romanzo di Bernard Malamud pubblicato nel 1971.

## Trama
È ambientato in un appartamento semi-abbandonato di New York negli ultimi anni sessanta, dove vive uno scrittore, Harry Lesser, ultimo inquilino di uno stabile vuoto. Il suo padrone di casa vorrebbe sfrattarlo per vendere lo stabile (poi farlo demolire e ricostruire), ma Lesser, nonostante le offerte in denaro, non vuole andarsene prima di aver terminato di scrivere il suo libro (intitolato The Promised End) su cui lavora da almeno dieci anni, e vive in stato di quasi indigenza. Il suo isolamento viene interrotto quando conosce un giovane, Willie Spearmint, scrittore anche lui e autodidatta, che si infila con la sua macchina da scrivere in un appartamento vuoto accanto a quello di Harry per cercare concentrazione. I due si incontrano e diventano amici, ma non si fidano fino in fondo l'uno dell'altro, vuoi per ragioni di età, vuoi per questioni di etnia (uno è ebreo, l'altro nero). O forse è solo un fatto di talento letterario a confronto.

## Opere derivate
- The Tenants (2005), regia di Danny Green[1]

## Edizioni italiane
- Einaudi Bernard Malamud, Gli inquilini, collana Supercoralli, traduzione di Floriana Bossi, Torino, 1972.
- Bernard Malamud, Gli inquilini, collana Classics n. 23, traduzione di Floriana Bossi, prefazione di Aleksandar Hemon, Roma, Minimum fax, 2008, ISBN 978-88-7521-165-3.